# South Pacific (documental)
South Pacific (Wild Pacific en Estados Unidos y Pacifico Sur en América Latina) es una serie documental británica de la "BBC Nature History Unit" que comenzó a transmitirse el 10 de mayo de 2009 en la cadena BBC Two. Es una coproducción de la BBC y Discovery Communications. Es narrada por el actor británico Benedict Cumberbatch.
Este documental seriado en seis partes, estudia y nos narra la historia natural de las islas de la región sur del pacífico, incluyendo muchos de los atolones de coral y Nueva Zelanda. La filmación duró más de 18 meses grabando totalmente en alta definición y en una gran variedad de locaciones remotas alrededor del pacífico, incluyendo Anuta en las islas Salomón, las islas Banks, French Frigate Shoals, Papúa Nueva Guinea, el atolón Palmyra, el arrecife Kingman, Tuvalu, Palaos, las islas Carolinas, las islas Tuamotus y Tanna en Vanuatu.
El 6 de mayo de 2009, la BBC Worldwide lanzó un clip del surfista Dylan Longbottom en una gran ola en super cámara lenta y en alta definición como un vistazo de la nueva serie, dando como resultado reacciones muy positivas sobre el video en YouTube.
El 13 de julio de 2009, la serie se estrenó en los Estados Unidos distribuida por Discovery International, bajo el título Wild Pacific y la narración corrió a cargo del presentador estadounidense Mike Rowe.

## Episodios
1. Ocean of Islands
2. Castaways
3. Endless Blue
4. Ocean of Volcanoes
5. Strange Islands
6. Fragile Paradise

## Música de entrada
La música de introducción es "Over the rainbow" tocada con ukelele por Israel Kamakawiwoʻole, es un cover de Over the rainbow cantada originalmente por Judy Garland en la película El mago de Oz.

## Lanzamiento en DVD y Blu-ray
El 14 de junio de 2009 se lanzó el DVD (Región 1) y el Blu-ray de la serie; esta versión se llamó Wild Pacific.
El 15 de junio de 2009 se lanzó la serie en DVD (Región 2) y Blu-ray; al final de cada episodio hay un "detrás de cámaras" de 10 minutos sobre los retos al filmar el documental.